# Nekoosa
 Nekoosa  ist eine Stadt (mit dem Status „City“) im Wood County im US-amerikanischen Bundesstaat Wisconsin. Im Jahr 2010 hatte Nekoosa 2580 Einwohner.

## Geografie
Nekoosa liegt in der Mitte Wisconsins, am Westufer des in den Mississippi mündenden Wisconsin River. Die geografischen Koordinaten von Nekoosa sind 44°18′45″ nördlicher Breite und 89°54′15″ westlicher Länge. Das Stadtgebiet erstreckt sich über eine Fläche von 8,78 km². Es ist im Norden, Westen und Süden von der Town of Port Edwards umgeben und grenzt – getrennt durch den Wisconsin River – im Osten an die Town of Saratoga. 
Nachbarorte von Nekoosa sind Port Edwards (7,2 km nordöstlich), Wisconsin Rapids (14,3 km in der gleichen Richtung), Lake Wazeecha (19 km ostnordöstlich), Babcock (18,2 km westlich) und Vesper (27 km nordnordwestlich).
Die nächstgelegenen größeren Städte sind Wausau (89,1 km nordnordöstlich), Green Bay am Michigansee (176 km ostnordöstlich), Appleton (136 km östlich), Wisconsins größte Stadt Milwaukee (251 km südöstlich), Wisconsins Hauptstadt Madison (173 km südsüdöstlich), La Crosse am Mississippi (140 km westsüdwestlich), Eau Claire (165 km westnordwestlich), die Twin Cities in Minnesota (300 km in der gleichen Richtung) und Duluth am Oberen See in Minnesota (412 km nordnordwestlich).

## Verkehr

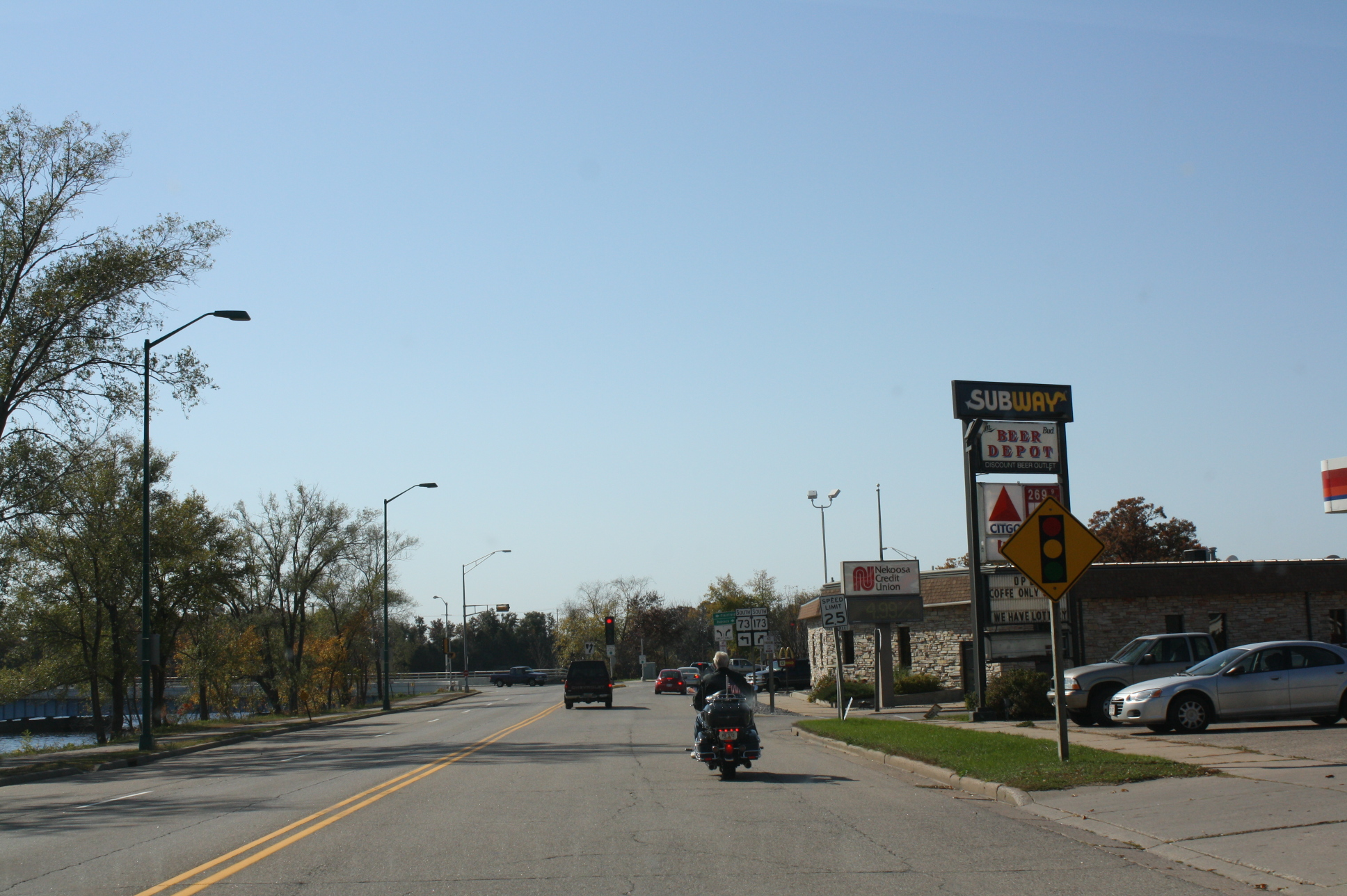
Am östlichen Endpunkt des WIS 173

Der Wisconsin State Highway 173 erreicht mit der Einmündung in den Wisconsin State Highway 73 im Zentrum von Nekoosa seinen östlichen Endpunkt. Alle weiteren Straßen sind untergeordnete Landstraßen, teils unbefestigte Fahrwege sowie innerörtliche Verbindungsstraßen.
Durch Nekoosa verläuft für den Frachtverkehr eine Eisenbahnstrecke der Canadian National Railway (CN).

Mit dem South Wood County Airport in Wisconsin Rapids befindet sich 11,3 km nordöstlich ein kleiner Flugplatz. Die nächsten Verkehrsflughäfen sind der Central Wisconsin Airport bei Wausau (66,6 km nordnordöstlich) und der Dane County Regional Airport in Madison (167 km südsüdöstlich).

## Bevölkerung
Nach der Volkszählung im Jahr 2010 lebten in Nekoosa 2580 Menschen in 1065 Haushalten. Die Bevölkerungsdichte betrug 293,8 Einwohner pro Quadratkilometer. In den 1065 Haushalten lebten statistisch je 2,4 Personen. 
Die Bevölkerung setzte sich zusammen aus 93,3 Prozent Weißen, 0,8 Prozent Afroamerikanern, 1,4 Prozent amerikanischen Ureinwohnern, 0,5 Prozent Asiaten sowie 1,8 Prozent aus anderen Rassen; 2,2 Prozent stammten von zwei oder mehr Rassen ab. Unabhängig von der Rasse waren 3,4 Prozent der Bevölkerung spanischer oder lateinamerikanischer Abstammung. 
26,5 Prozent der Bevölkerung waren unter 18 Jahre alt, 55,4 Prozent waren zwischen 18 und 64 und 18,1 Prozent waren 65 Jahre oder älter. 52,2 Prozent der Bevölkerung war weiblich.
Das mittlere jährliche Einkommen eines Haushalts lag bei 37.594 USD. Das Pro-Kopf-Einkommen betrug 20.035 USD. 12,4 Prozent der Einwohner lebten unterhalb der Armutsgrenze.